# Tony Hawk’s Pro Skater 2
Tony Hawk’s Pro Skater 2 ist der zweite Teil der Skateboarding-Videospielreihe Tony Hawk’s von Activision. Es wurde von Neversoft entwickelt und kam am 19. September 2000 zunächst für die PlayStation auf den Markt. Am 6. November folgte eine Fassung für Game Boy Color. Eine Version für Dreamcast erschien am 7. November 2000. Die Portierung auf den PC wurde am 20. November 2000 veröffentlicht. Am 31. Mai 2001 erschien eine Fassung für Game Boy Advance. Für den Nintendo 64 erschien am 22. September 2001 eine Version. Zudem wurde das Spiel für den Macintosh herausgegeben. 2010 erschien eine Fassung für iPhone.
Eine Neufassung von Entwickler Treyarch erschien mit Tony Hawk’s Pro Skater 2x am 12. November 2001 als Launchtitel für die Xbox. Ein Remaster von Pro Skater und Pro Skater 2 erschien 2020 als Tony Hawk’s Pro Skater 1 + 2.

## Spielprinzip
Wie im ersten Teil muss der Spieler Trick-Kombos in verschiedenen Skateparks alleine oder zu zweit vorführen. Die Grafik wurde verbessert und neue Parks eingeführt. Es gibt zahlreiche Tricks und Geheimlevels. Außerdem kann ein eigener Skatepark erstellt sowie die Skater mit verschiedener Kleidung ausgestattet werden.

## Skater
- Tony Hawk
- Bob Burnquist
- Steve Caballero
- Kareem Campbell
- Rune Glifberg
- Eric Koston
- Bucky Lasek
- Rodney Mullen
- Chad Muska
- Andrew Reynolds
- Geoff Rowley
- Elissa Steamer
- Jamie Thomas

## Soundtrack
1. Papa Roach – „Blood Brothers“
2. Anthrax/Public Enemy – „Bring the Noize“
3. Rage Against the Machine – „Guerrilla Radio“
4. Naughty by Nature – „Pin the Tail on the Donkey“
5. Bad Religion – „You“
6. Powerman 5000 – „When Worlds Collide“
7. Millencolin – „No Cigar“
8. The High and Mighty feat. Mos Def – „B-Boy Document '99“
9. Dub Pistols – „Cyclone“
10. Lagwagon – „May 16th“
11. Styles of Beyond – „Subculture“
12. Consumed – „Heavy Metal Winner“
13. Fu Manchu – „Evil Eye“
14. Alley Life feat. Black Planet – „Out With the Old“
15. Swingin’ Utters – „Five Lessons Learned“

## Rezeption
Tony Hawk’s Pro Skater 2 sei konsequent verbessert und übertreffe den Vorgänger etwa in Hinblick auf die Animationen. Optisch bleibe es für PlayStation Verhältnisse gut. Der Schwierigkeitsgrad sei erhöht. Der Editor für Charaktere und Kurse sei erstklassig. Das Design der Areale sei teils originalgetreu. Es spiele in einer anderen Liga als vergleichbare Titel wie Street Sk8er oder Grind Session.
Auf dem PC sehe man der Grafik die Konsolenherkunft deutlich an: die Umgebung bestehe teils aus groben Polygonen, Animationen laufen nicht immer flüssig und ein dichter Nebel verschleiere den Horizont. Dafür seien die Texturen insbesondere der Graffiti sehr detailliert und das Spieltempo sehr hoch. Der Soundtrack passe hervorragend zum Geschehen ebenso wie die realitätsnahe Geräuschkulisse. Die Steuerung sei einfach handhabbar und das Genre auf dem PC bislang unverbraucht.
Die Portierung auf den Dreamcast übertreffe die PlayStation-Version in puncto Grafik. Für Dreamcast-Verhältnisse bleibe sie aber unspektakulär und böte auch keine Neuerungen.
Die Version für iPhone entspräche etwa der Dreamcast-Fassung und bleibe grafisch gelungen, ohne zu überragen. Objekte treten jedoch teils zu spät auf und die Texturierung sei für 2010 nicht mehr zeitgemäß.
Der Verband der Unterhaltungssoftware Deutschland verlieh seinen Gold-Award für 100.000 verkaufte Einheiten der PlayStation Fassung im deutschsprachigen Raum.